# Circonscription de Château-Thierry (1875-1885)
Pour les articles homonymes, voir Circonscription de Château-Thierry.
La circonscription de Château-Thierry est une ancienne circonscription législative de l'Aisne sous la Troisième République de 1875 à 1885.

## Description géographique et démographique
La circonscription de Château-Thierry regroupe l'ensemble de l'arrondissement de Château-Thierry. Elle était l'une des 8 circonscriptions législatives du département de l'Aisne.
Elle regroupait les divisions administratives suivantes : le canton de Charly, le canton de Château-Thierry, le canton de Condé-en-Brie, le canton de Fère-en-Tardenois et le canton de Neuilly-Saint-Front.
La 16 juin 1885 supprime la circonscription avec la disparition du scrutin uninominal à deux tours par arrondissement pour l'introduction du scrutin de liste à deux tours dans le cadre du département.
Après l'introduction de ce nouveau système pour les élections législatives de 1885, celui-ci disparaît pour élections suivantes de 1889 avec le rétablissement du scrutin uninominal à deux tours. La circonscription est recrée dans les mêmes limites par la loi du 13 février 1889.

## Historique des députations
| Législature      | Début           | Fin              | Député                   | Parti / Idéologie | Parti / Idéologie  | Observation                                                                                                   |
| ---------------- | --------------- | ---------------- | ------------------------ | ----------------- | ------------------ | --- |
| Ire législature  | 8 mars 1876     | 25 juin 1877     | Edmond de Tillancourt    |                   | Centre Gauche      | Ancien conseiller général de Charly                                                                           |
| IIe législature  | 7 novembre 1877 | 25 décembre 1880 | Edmond de Tillancourt    |                   | Centre Gauche      | Ancien conseiller général de Charly Décédé en cours de mandat                                                 |
| IIe législature  | 6 février 1881  | 27 octobre 1881  | Désiré-Jules Lesguillier |                   | Union républicaine | Conseiller général de Fère-en-Tardenois (1880-1889) Élu à la suite d'une élection partielle le 6 février 1881 |
| IIIe législature | 28 octobre 1881 | 9 novembre 1885  | Désiré-Jules Lesguillier |                   | Union républicaine | Conseiller général de Fère-en-Tardenois (1880-1889)                                                           |

## Historique des résultats

### Élections de 1876
Les élections législatives françaises de 1876 ont eu lieu le 20 février et le 5 mars 1876.
|                | Edmond de Tillancourt | Centre gauche  | 12 252 | 100,00 |  |  |
|                |                       |                |        |        |  |  |
| Inscrits       | Inscrits              | Inscrits       | 18 634 | 100,00 |  |  |
| Abstentions    | Abstentions           | Abstentions    | 5 372  | 28,83  |  |  |
| Votants        | Votants               | Votants        | 13 262 | 71,17  |  |  |
| Blancs et nuls | Blancs et nuls        | Blancs et nuls | 1 010  | 7,62   |  |  |
| Exprimés       | Exprimés              | Exprimés       | 12 252 | 92,38  |  |  |

### Élections de 1877
Les élections législatives françaises de 1877 ont eu lieu le 14 et 28 octobre 1877.
|                  | Edmond de Tillancourt* | Centre gauche  | 10 226 | 71,24  |  |  |
|                  | Oscar Pille            | Conservateur   | 4 129  | 28,76  |  |  |
|                  |                        |                |        |        |  |  |
| Inscrits         | Inscrits               | Inscrits       | 16 988 | 100,00 |  |  |
| Abstentions      | Abstentions            | Abstentions    | 2 538  | 14,94  |  |  |
| Votants          | Votants                | Votants        | 14 450 | 85,06  |  |  |
| Blancs et nuls   | Blancs et nuls         | Blancs et nuls | 95     | 0,66   |  |  |
| Exprimés         | Exprimés               | Exprimés       | 14 335 | 99,34  |  |  |
| * député sortant |                        |                |        |        |  |  |

### Élections de 1881
Les élections législatives françaises de 1881 ont eu lieu les 21 août et 4 septembre 1881.
|                  | Désiré-Jules Lesguillier* | Union républicaine | 8 441  | 100,00 |  |  |
|                  |                           |                    |        |        |  |  |
| Inscrits         | Inscrits                  | Inscrits           | 16 957 | 100,00 |  |  |
| Abstentions      | Abstentions               | Abstentions        | 6 126  | 36,13  |  |  |
| Votants          | Votants                   | Votants            | 10 831 | 63,87  |  |  |
| Blancs et nuls   | Blancs et nuls            | Blancs et nuls     | 2 390  | 22,07  |  |  |
| Exprimés         | Exprimés                  | Exprimés           | 8 441  | 77,93  |  |  |
| * député sortant |                           |                    |        |        |  |  |